# Елин, Яков Леонтьевич
Я́ков Лео́нтьевич Е́лин (партийный псевдоним Жак) — русский рабочий, большевистский деятель, подпольщик. Член Иностранной коллегии. Расстрелян интервентами.

## Биография
Родился в Киеве в семье ремесленника. Стал членом РСДРП с 1905 года. В 1907 году был арестован, находился под надзором полиции. Эмигрировал из России в 1908 году. Работал на автозаводе в Париже, где выучил французский язык. После Февральской революции вернулся в Россию. В январе 1918 года принимал участие в восстании большевиков в Одессе. После оккупации Одессы австрийскими войсками отступил с советскими работниками в Советскую Россию и был назначен председателем ЧК пограничной полосы в районе Льгова. Нелегально вернулся в Одессу, где был одним из организаторов Иностранной коллегии. Вёл агитационную работу среди французских моряков и военнослужащих. Был арестован французской контрразведкой 1 марта 1919 года. В ночь с 1 на 2 марта 1919 бессудно казнён.